# Пухче
Пухче (мкд. Пухче) је насеље у Северној Македонији, у средишњем делу државе. Пухче је село у саставу општине Штип.

## Географија
Пухче је смештено у средишњем делу Северне Македоније. Од најближег града, Штипа, насеље је удаљено 16 km јужно.
Насеље Пухче се налази у историјској области Лакавица. Насеље је положено у долини реке Криве Лакавице, леве притоке Брегалнице. Југозападно од насеља издиже се Конечка планина. Надморска висина насеља је приближно 470 метара.
Месна клима је умерено континентална.

## Становништво
Пухче је према последњем попису из 2002. године имало 34 становника.
Релативну већину међу месним становништво чине етнички Македонци (44%), а остало су махом Турци (38%). До почетка 20. века искључиво становништво у селу били у Турци.
Вероисповести месног становништва су православље и ислам.